# 摩西的祝福

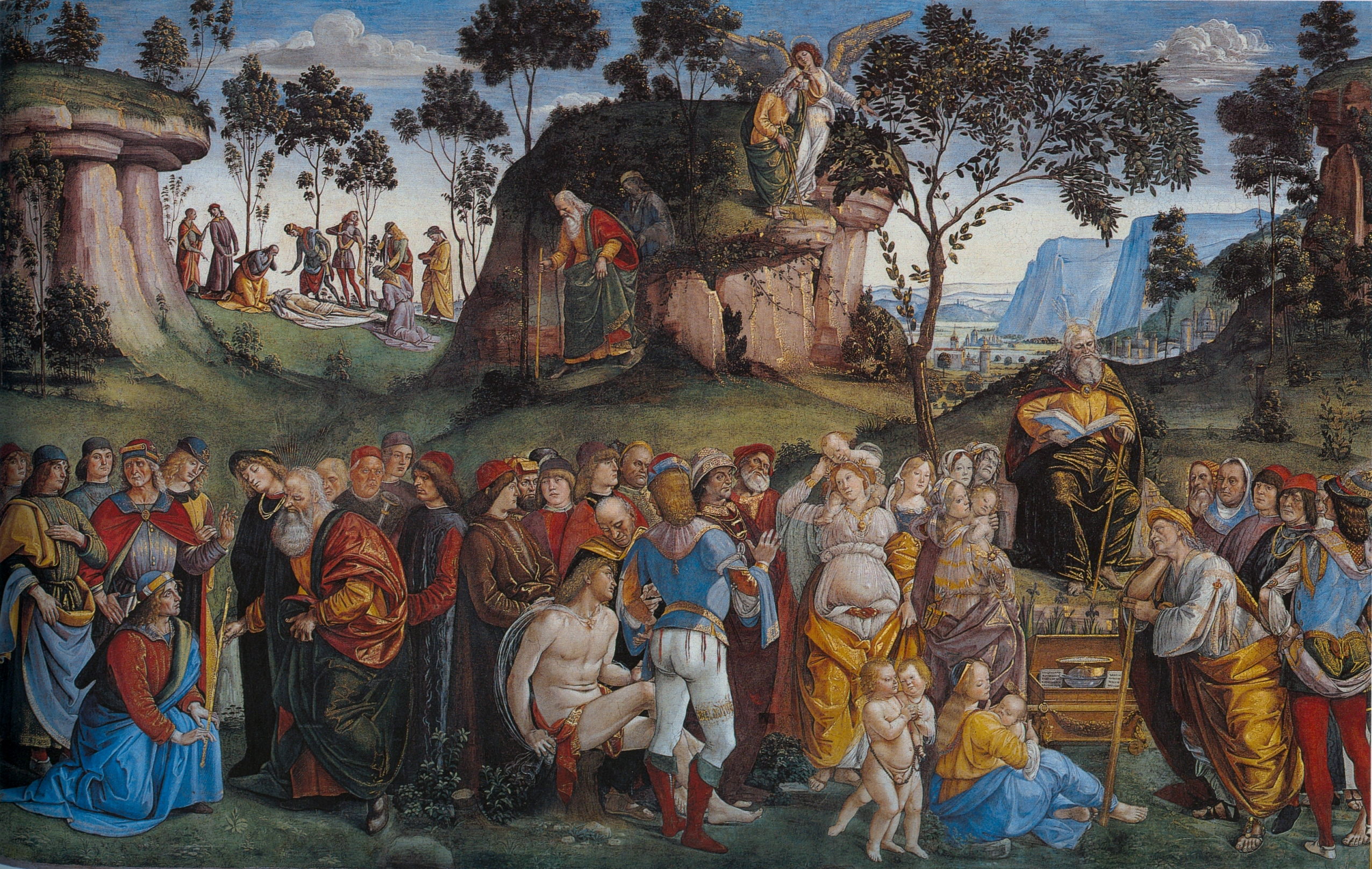
西斯廷礼拜堂壁画《摩西的祝福》

《摩西的祝福》是一首诗，记载在《申命记》第33章。这首诗提到了以色列十二支派每个支派的特点，可以与具有相同主题的《雅各的祝福》进行比较。但是，这两个祝福之间的共同之处很少，除了描述一个支派是法官，而另一个支派是小狮子，不过在摩西的祝福中，迦得支派是法官，但支派是小狮子；而在雅各的祝福中，但支派是法官，犹大支派是小狮子。此外，与雅各的祝福不同，摩西的祝福对提到的每个支派都是积极的评价。